# Daniel Arroyave Cañas
Daniel Arroyave Cañas (Yarumal, Antioquia, 19 de junio de 2000) es un ciclista profesional colombiano. Desde 2024 corre para el equipo colombiano GW Erco Shimano de categoría Continental.

## Trayectoria
Daniel inició en la liga de ciclismo de Antioquia en las modalidades de Ciclismo en ruta y pista, luego integró el equipo Jóvenes Ciclistas para el Mundo, de la ciudad de Medellín que lo llevó a ganar en el año 2018 la Vuelta del Porvenir de Colombia, más adelante integró el equipo colombiano Orgullo Paisa corriendo en el pelotón nacional y también integró el equipo de Rumania el Team Novak durante 6 meses en el 2019 para adquirir experiencia internacional en Europa. Pero fue su paso durante 2020 en el equipo UAE Team Colombia, de la mano del director deportivo Gabriel Jaime Vélez, lo que lo llevó a ser campeón de Colombia en Ruta sub-23.

## Palmarés
2018
- Vuelta del Porvenir de Colombia[5]

2020
- Campeonato de Colombia en Ruta sub-23

## Equipos
- Orgullo Paisa (05.2019)
- Team Novak (06.2019)
- UAE Team Colombia (2020)
- EF Education First[6][7] (2021-2022)
  - EF Education-NIPPO (2021)
  - EF Education-EasyPost (2022)
- GW Erco Shimano (2024-)